# آوری کورمن
آوری کورمن (انگلیسی: Avery Corman؛ زادهٔ ۲۸ نوامبر ۱۹۳۵) یک فیلم‌نامه‌نویس اهل ایالات متحده آمریکا است.